# بوند (فرقة موسيقية)
بوند (طاقم موسيقي)
رباعى بوند للوتريات هو فرقه موسيقيه استراليه - انجليزيه تتكون من أربعة فتيات بقمن بالعزف على الات وتريه هي الفيولا والفيولينه والتشيلو.تتميز فرقة Bond بالموسيقى الشرقية الممزوجه بالغربية فتارة تشعر بأنك تستمع لموسيقى عربية وتارة أخرى تسمع موسيقى غربية ولكن في كلتا الحالتين تستمع لموسيقى راقية ورائعة..
ونبدأ بالنبذة المختصرة عن أفراد الفرقة
Haylie Ecker
تاريخ ميلادها: 6 أكتور 1975
محل الميلاد: بيرث، أستراليا الغربية
وحازت على وسام الشرف من الدرجة الأولى من نقابة الموسيقى والدراما
وأنا شخصيًا أعتبرها أفضل عضوة في الفريق مضمونًا.. وشكلاً
لأنها تعطى للفرقة روح رائعه وحماس جميل..
Eos Chater
تاريخ الميلاد: 32 يناير 1976
محل الميلاد: ولاية ويلز بالمملكة المتحدة
وهي عازفة الكمان والملحنه والمغنية في نفس الوقت
Gay-Yee Westerhoff
تاريخ الميلاد: 13 يوليو 1973
محل الميلاد: مدينة يوركشر، إنجلترا، المملكة المتحدة
متخرجة من كلية ترينيتي للموسيقى في لندن
Tania Davis
تاريخ الميلاد: 4 يولية 1975
محل الميلاد: مدينة سيدنى بأستراليا
تعزف على الكمان والبيانو
يتكون الفريق من أربعة فتيات هنالزابيث هانسونتانيا ديفيزاويس شاترجى-يى ويسترهوف
- نشاة الفريق:صاحب فكرة نشاة الفريق الموسيقى هو المنتج مايك بات وميل بوش بتكوين رباعى للوتريات من اربع فتيات جميلات كان منهم هيلى ايكر عازفة الكمان من أستراليا التي تركت الفريق من اجل انجاب طفل

## معرض صور

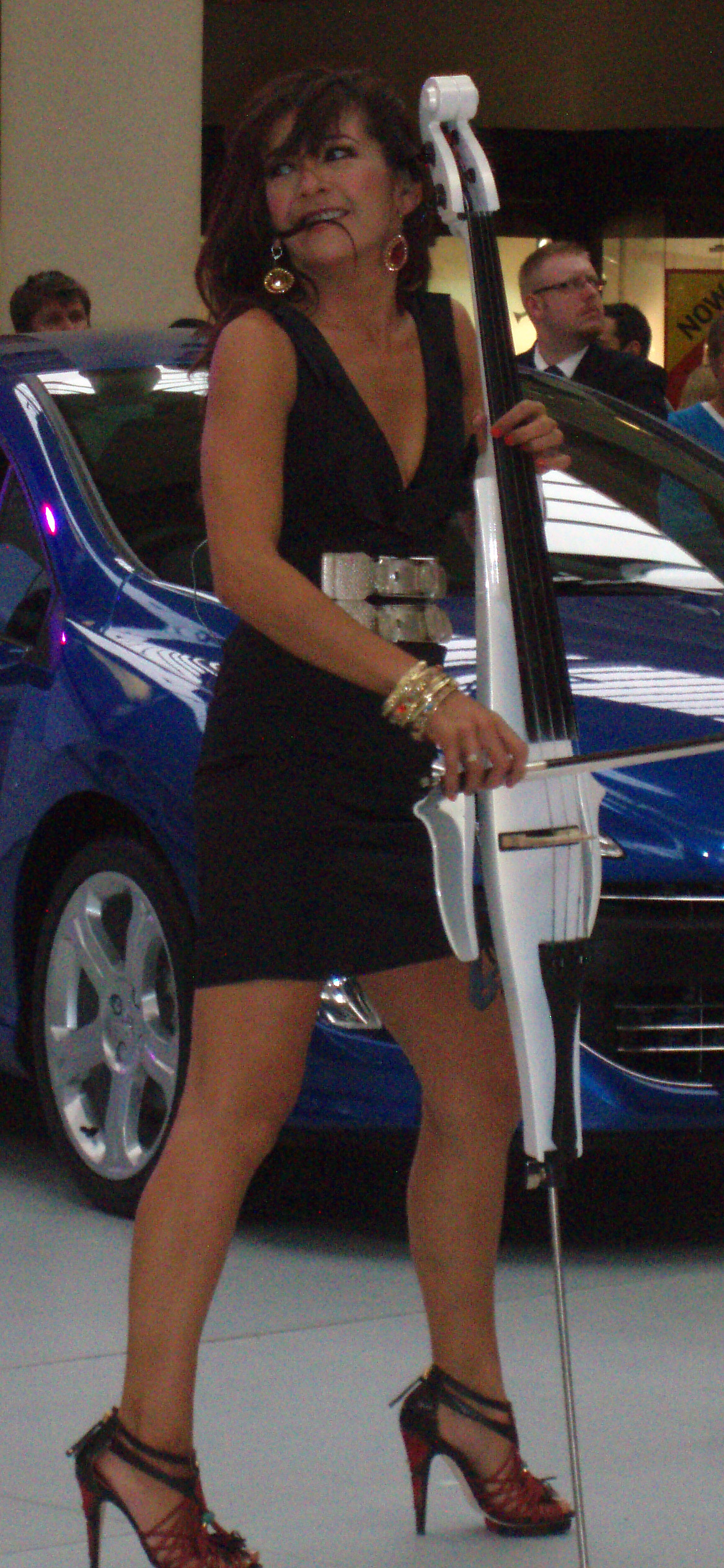
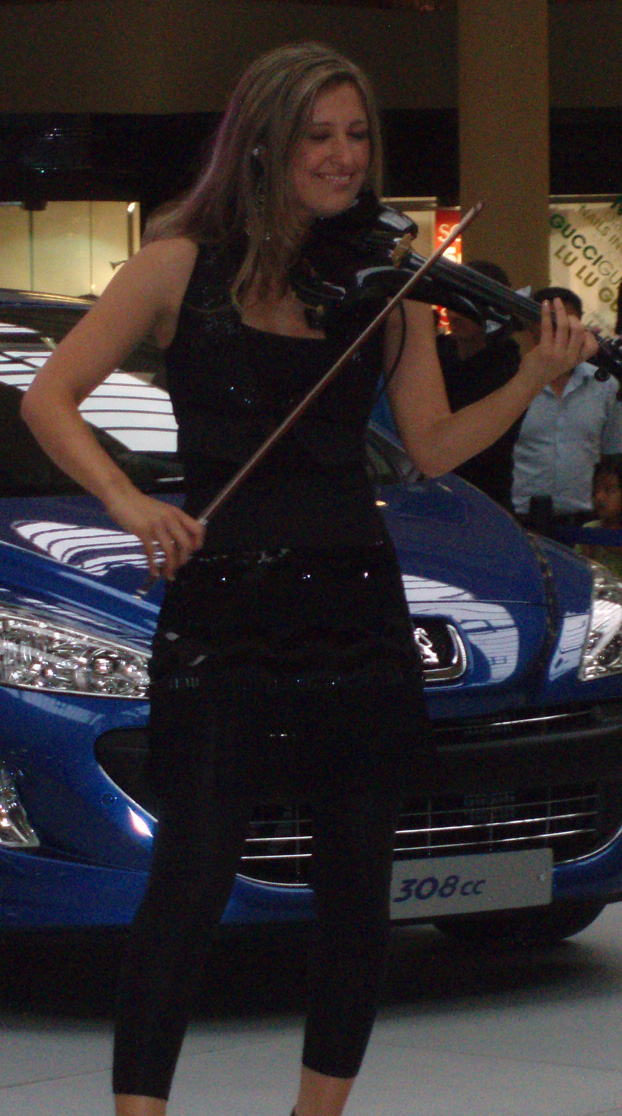
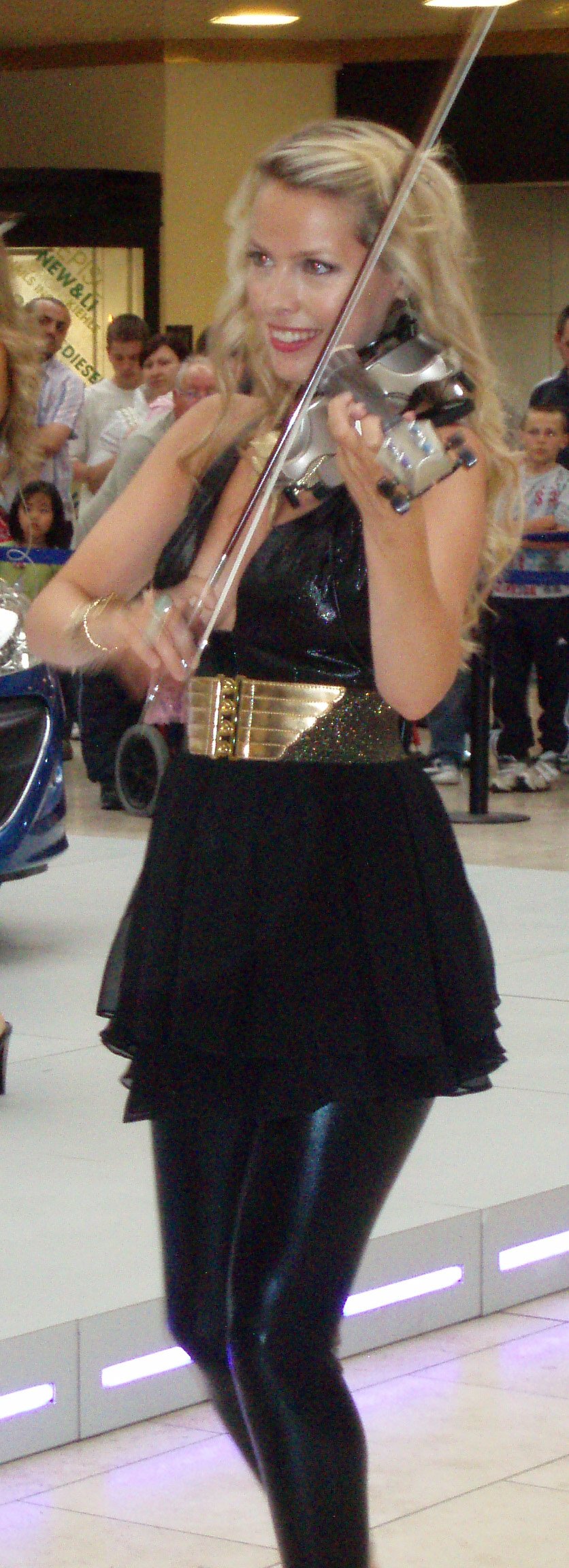
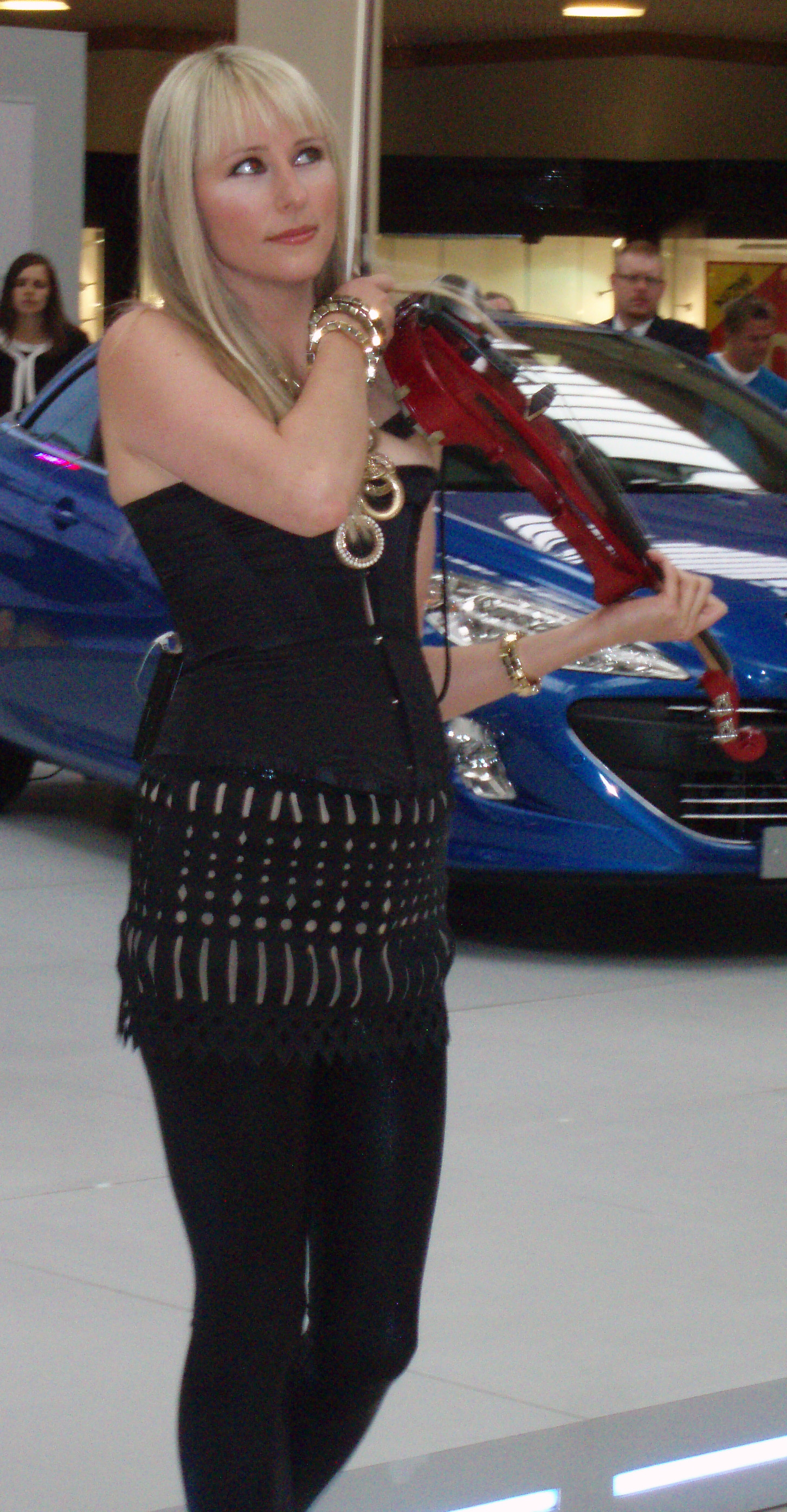

## روابط خارجية
- بوند على موقع IMDb (الإنجليزية)
- بوند على موقع ميوزك برينز (الإنجليزية)
- بوند على موقع أول ميوزيك (الإنجليزية)
- بوند على موقع ديسكوغز (الإنجليزية)